# 2011 en Lorraine
Chronologie de la Lorraine
- 2007
- 2008
- 2009
- 2010
- 2011
- 2012
- 2013
- 2014
- 2015

Cette page est une liste d'événements qui se sont produits durant l'année 2011 en Lorraine.

## Éléments de contexte
Le tourisme en Lorraine représente 2 % de l'ensemble de la richesse dégagée régionale .

## Événements

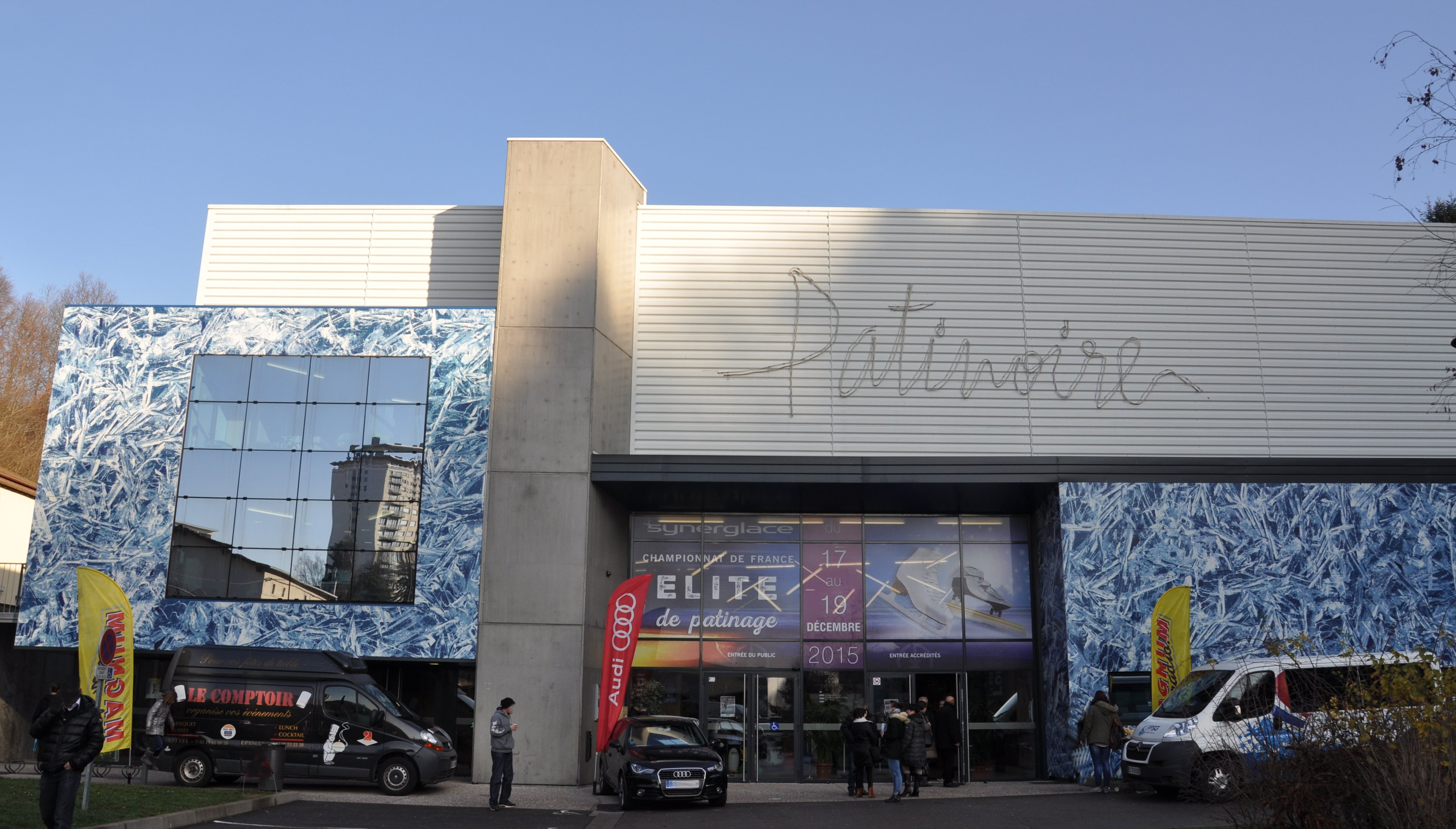
Entrée de la patinoire d’Épinal (décembre 2015)

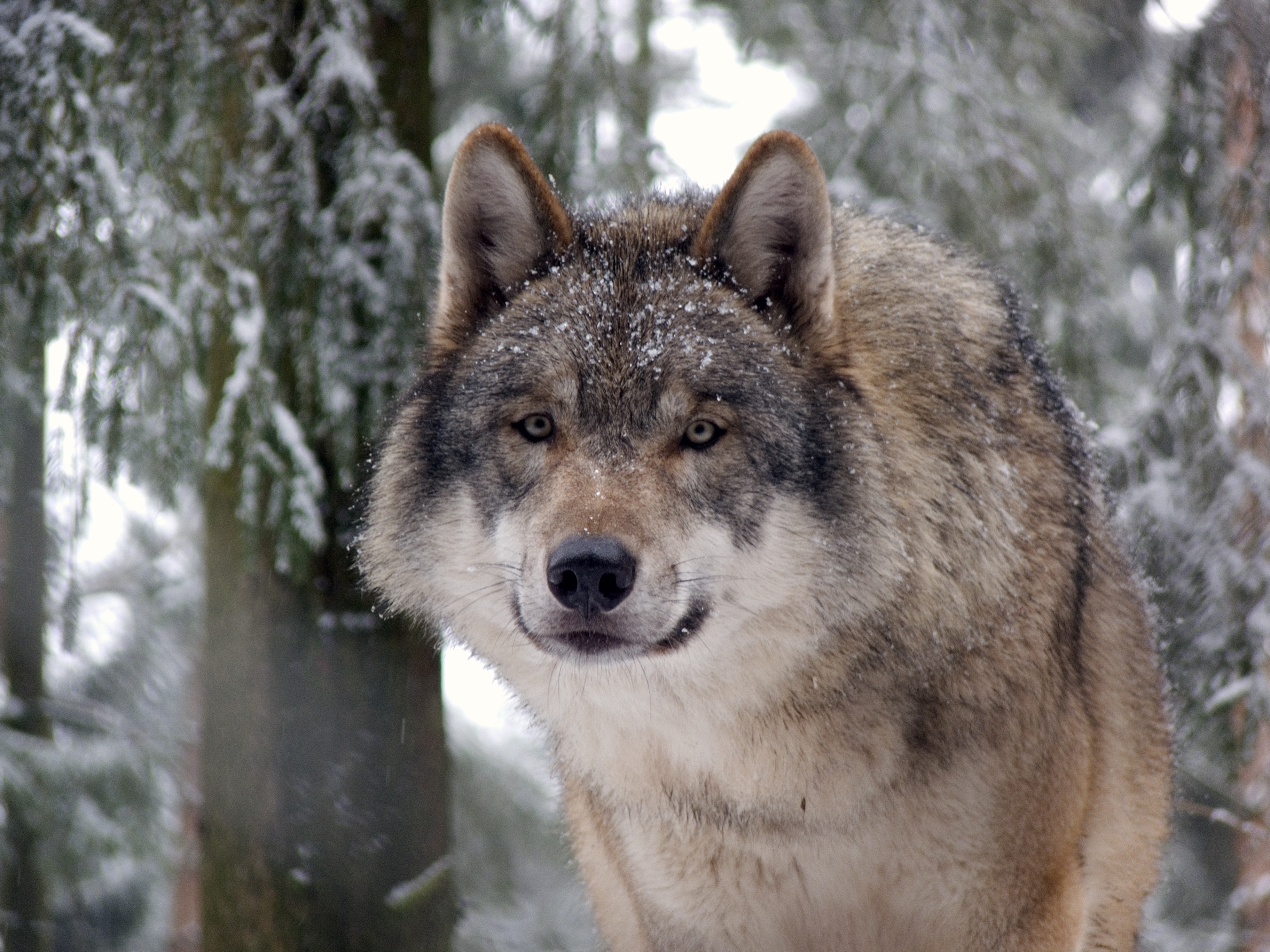
Le loup gris, de retour en Lorraine depuis 2011.

- Retour de la Bête des Vosges : après 17 ans d'absence, une nouvelle « Bête » attaquerait à nouveau des troupeaux de moutons dans les Vosges : dans le village de Ventron, 40 moutons sont retrouvés morts en moins d'un mois[2].
- Réintroduction du Loup gris en Lorraine.
- Michel Dinet est condamné par la Cour d'appel de Nancy à verser 10.000 euros à un photographe professionnel. En effet, Michel Dinet avait utilisé son travail pour sa campagne électorale sans jamais le rémunérer[3].
- Loreina TV, Web Tv gratuite lancée en 2011, sur l'actualité en Lorraine.
- Mise en service des parcs éoliens des Deux Rivières sur le territoire de la Communauté de communes des Deux Rivières, dans le département de Meurthe-et-Moselle, en France.
- présentation au Festival du film gay et lesbien de Paris de Bye Bye Blondie (film), film français réalisé par Virginie Despentes, sorti en 2012. Il s'agit d'une adaptation du roman homonyme de Virginie Despentes, publié en 2004. Ce film a partiellement été tourné en Meurthe-et-Moselle.
- Tournage à Froville-la-romane du film Tous les soleils de Philippe Claudel[4].
- Tournage à Metz du film The Hunters de Chris Bryant (Fort de Queuleu)[5].
- Depuis 2011, les élections départementales (Miss Moselle, Miss Meurthe-et-Moselle, Miss Meuse et Miss Vosges) sont des marques déposées par la société Midlands Artistic.
- Metz Handball remporte le titre national de handball féminin ainsi que la Coupe de la Ligue française de handball féminin.

### Février
- 28 février : Air, l'autre télé émet depuis les anciens locaux messins de RTL9 disparus quelques mois plus tôt. Calquée sur le format de RTL9, elle propose de l'information régionale, nationale et internationale, un magazine quotidien avec de nombreuses rubriques comme la mode et le terroir. Chaque semaine, "Air" propose une émission politique. La grille des programmes est complétée par des dessins animés, des séries, du catch, des documentaires, du poker et du téléachat.

### Mars
- 28 mars : Claude Léonard, suppléant de Gérard Longuet lors des sénatoriales de 2001, devient sénateur de la Meuse le 28 mars 2011, un mois après l'entrée de celui-ci dans le gouvernement Fillon III[6]. Claude Léonard siège au groupe UMP et à la commission de la culture, de l'éducation et de la communication du Sénat.
- 30 mars : sortie de Tous les soleils, deuxième film écrit et réalisé par Philippe Claudel. Le tournage a en partie été réalisé en Lorraine.

### Avril
- 1 avril : un rond point prend le nom de rond-point Pierre Dac à Toul, sous-préfecture de la Meurthe-et-Moselle[7].

### Juin

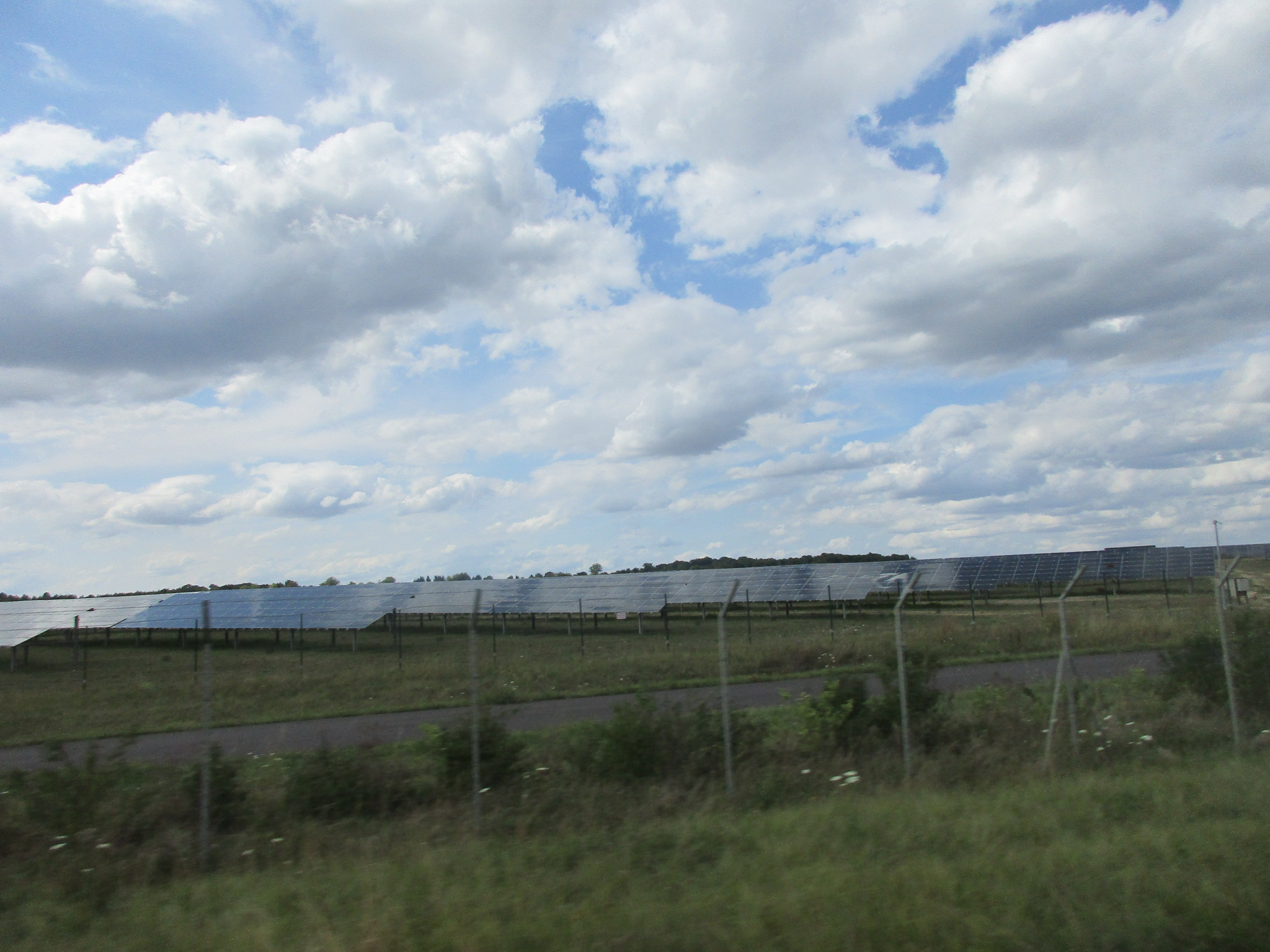
Centrale solaire de Toul-Rosières

- Début des travaux de la Centrale photovoltaïque de Toul-Rosières.
- Création du trimestriel gratuit La Plume Culturelle, la revue.
- 4 juin : neuvième marche des fiertés LGBT (Gay Pride) à Nancy [8]
- 17 au 18 juin : 56ème Rallye de Lorraine remporté par Quentin Gilbert et Rémi Tutélaire sur une Renault Clio Maxi[9].

### Juillet
- 27 juillet :  nouveau record du monde, établi lors de la douzième édition de Mondial Air Ballons avec le décollage simultané de 343 montgolfières[10].
- Juillet : Denis Jacquat est condamné à 10 000 euros d'amende par le tribunal correctionnel de Reims pour abus de confiance et infraction à la législation sur le financement des campagnes électorales[11].

### Août
- La Reine de la mirabelle 2011 est : Julie Ernewein[12]

### Septembre
- 4 septembre : inauguration de la nouvelle patinoire d'Épinal[13] par le député-maire d’Épinal Michel Heinrich et le maire de Golbey Jean Alémani, en présence du préfet des Vosges Dominique Sorain et du sénateur Jackie Pierre.
- 25 septembre, élections sénatoriales :
  - en Meurthe-et-Moselle :
    - Philippe Nachbar, UMP, réélu
    - Jean-François Husson, UMP, remplace Jacqueline Panis qui ne se représentait pas
    - Daniel Reiner, PS, réélu
    - Évelyne Didier, réélue[14]. Elle siège dans le groupe communiste, républicain et citoyen.

  - En Meuse :
    - Gérard Longuet, UMP, réélu, remplace Claude Léonard qui le suppléait depuis qu'il était au gouvernement.
    - Christian Namy, PR, remplace Claude Biwer

  - En Moselle
    - Jean Louis Masson, DVD, réélu
    - Philippe Leroy, UMP, réélu
    - François Grosdidier, élu sénateur de la Moselle et quitte l'Assemblée nationale, UMP, remplace Jean-Pierre Masseret.
    - Jean-Marc Todeschini, PS, réélu
    - Gisèle Printz, PS, réélue
- 30 septembre : le mandat de sénateur de Claude Léonard prend fin le 30 septembre 2011, à la suite des élections sénatoriales, lors desquelles Gérard Longuet est réélu. Celui-ci conservant ses fonctions ministérielles, Claude Léonard redevient sénateur de la Meuse le 2 novembre 2011. Apparenté au groupe UMP, il est membre de la commission des affaires sociales du Sénat. En février 2012, il est nommé vice-président de la commission d'enquête sénatoriale sur le coût réel de l'électricité afin d'en déterminer l'imputation aux différents agents économiques.

### Octobre
- web TV Metz Lorraine[15], web TV lancée par Tout-Metz.com, elle regroupe une sélection de contenus vidéo ayant pour thème Metz et la Lorraine.
- 6, 7, 8 et 9 octobre : Festival international de géographie, à Saint-Dié-des-Vosges, sur le thème : L'Afrique plurielle : paradoxes et ambitions.

### Décembre
- 18 décembre : création du sillon lorrain ,  premier pôle métropolitain de France. Il est issu d’une démarche engagée depuis plus de 10 ans par les quatre agglomérations de Thionville, Metz, Nancy et Épinal pour favoriser la réalisation de projets fédérateurs à valeurs ajoutées au bénéfice de tous les Lorrains.

## Inscriptions ou classements aux titre des monuments historiques
- Château de la Favorite

## Décès

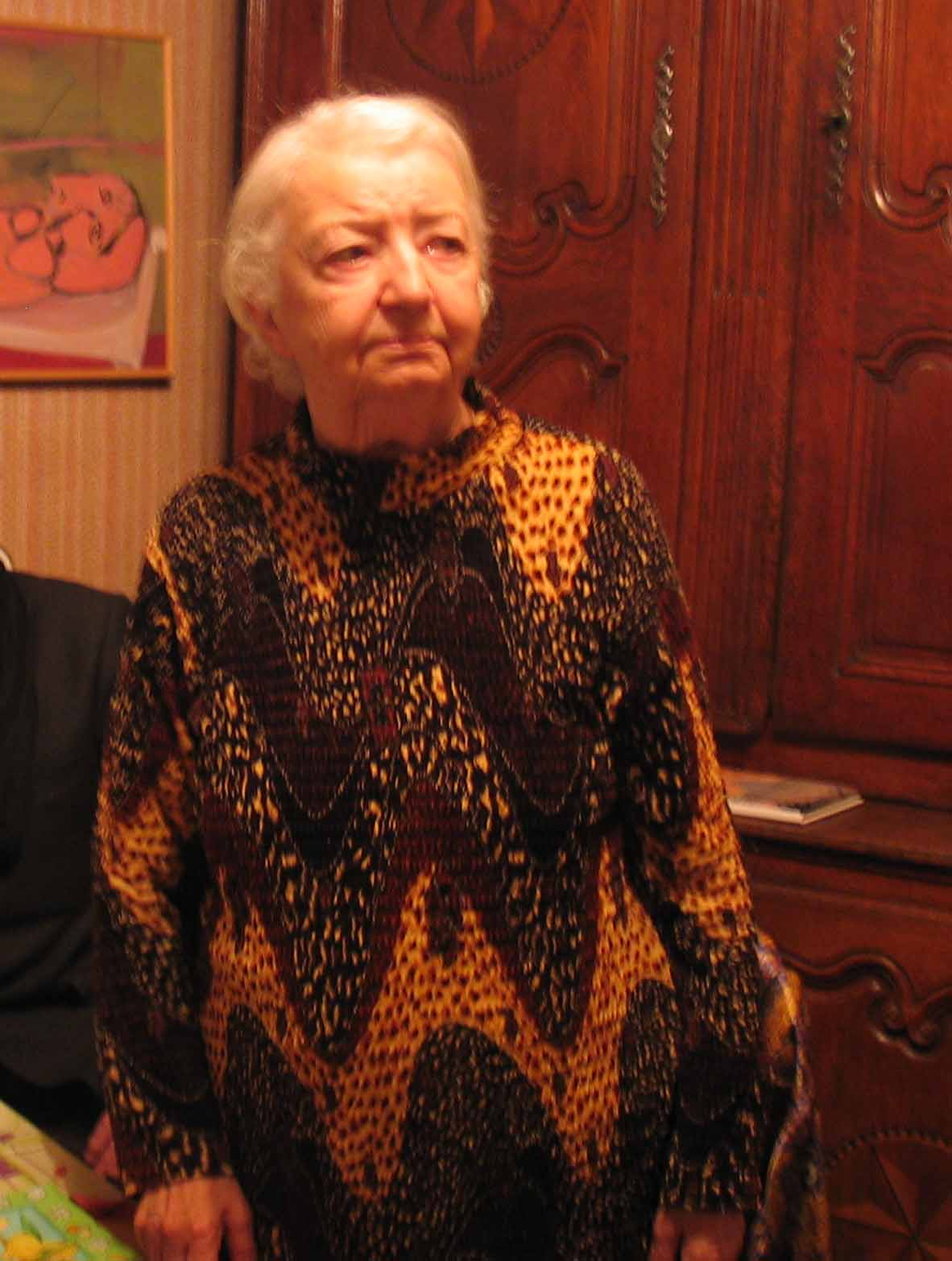
Solange Bertrand

- 22 janvier à Montigny-lès-Metz : Solange Bertrand[16], née le 20 mars 1913 à Montigny-lès-Metz (alors annexé à l'Empire allemand), artiste peintre française.
- 22 mai à Gandrange : Gérard Dagon (né le 4 avril 1936, Strasbourg)[17] pasteur protestant évangélique, enseignant, auteur, éditeur et critique des mouvements sectaires dans une optique chrétienne.
- 27 juillet à Cerville (Meurthe-et-Moselle) : Robert Caël (né le 3 octobre 1930 à Avricourt (Moselle),  peintre français.
- 11 août à Amnéville : Jean Kiffer, né le 30 juin 1936 à Merten (Moselle), homme politique et médecin français.